# Svitlana Loboda
Svitlana Loboda (ukrainska: Світла́на Сергі́ївна Лобода́, Svitlána Serhíjivna Lobodá) född 18 oktober 1982 i Kiev, Ukrainska SSR, Sovjetunionen är en ukrainsk sångerska och kompositör.

## Karriär
Förutom artist är Loboda även programledare, skådespelare, fotograf och kläddesigner. 
År 2007 skapade hon sitt första klädmärke Fuck the Macho. 2009 skapade hon sitt andra märke Anti-Crisis Girl. Kläder säljs i Ukraina och Ryssland, samt över internet.
År 2003 deltog Loboda i castingen för den första professionella ukrainska musikalen någonsin, "The Equator", där hon fick huvudrollen Mirana. År 2004 gick hon på uttagningen för bandet VIA Gra, som är kända i öst Europa samt gjort många konserter i bland annat Japan. Tack vare sin sångröst, koreografi och sitt utseende lyckades hon konkurrera ut omkring 500 konkurrenter och ta platsen i bandet.

Lobodas första framträdande som en medlem av bandet var när de gästframträdde i TV-programmet "Star Factory", som är den ukrainska motsvarigheten till svenska Idol.
I slutet av 2004 lämnade Loboda bandet och påbörjade sin solokarriär. I november år 2005 släppte hon sitt debutalbum "Ty Ne Zabudesh". 2006 jobbade Loboda som programledare för TV-programmet "Show Mania", år 2007 var hon programledare för "Miss CIS". Våren 2008 släppte Loboda sitt tredje album "Ne Macho".
Loboda har även gjort en kampanj mot kvinnovåld i samhället under namnet "This Dress Is Not For Me".

## Eurovision Song Contest

### 2009
Den 8 mars 2009, efter att ha fått högsta möjliga poäng ifrån både folket och en jury, vann Loboda den ukrainska uttagningen till Eurovision Song Contest 2009 med låten Be My Valentine!, som hon själv skrivit musiken till.
I ESC framträdde Loboda för Ukraina i den andra av de två semifinalerna, den 14 maj 2009, och tog sig därifrån vidare till finalen den 16 maj. I finalen slutade Loboda på en 12:e plats med totalt 76 poäng. Loboda fick poäng ifrån 16 av de 42 deltagande länderna, varav två 10 poängare ifrån Azerbajdzjan och Polen.
Loboda bjöd på ett spektakulärt framträdande i Moskva. Med sig på scenen hade hon bland annat en så kallad dödsmaskin, som blev mycket omtalad, men som egentligen enligt Loboda ska tolkas som snurrande "lyckohjul".

### 2010
Loboda visade intresse att representera Ukraina även år 2010, men så blev det inte. Det blev istället Alyosha som blev Ukrainas representant i Oslo.

## Diskografi

### Album
- Ty Ne Zabudesh (2005)
- Черный Ангел - Remixes (2006)
- Постой, МуЩина! (2006)
- Ne Macho (2008)
- F*ck the Macho (2008)
- Anti-Crisis Girl (2009)

### Singlar
| År   | Titel                                        | Listposition | Listposition | Listposition | Listposition | Listposition   |
| År   | Titel                                        | Ukraina      | Ryssland     | Grekland     | Sverige      | Storbritannien |
| ---- | -------------------------------------------- | ------------ | ------------ | ------------ | ------------ | -------------- |
| 2004 | "Черно-белая зима (Black and white winter) " | 6            | 54           | -            | -            | -              |
| 2005 | "Я забуду тебя (I will forget) "             | 12           | -            | -            | -            | -              |
| 2005 | "Ты не забудешь (You will not forget) "      | 9            | -            | -            | -            | -              |
| 2006 | "Чёрный ангел (Black Angel)"                 | 3            | 249          | -            | -            | -              |
| 2006 | "Постой, МуЩина! (Wait Man!)"                | 1            | 106          | -            | -            | -              |
| 2007 | "Мишка, гадкий мальчишка! (Teddy, Bad Boy)"  | 1            | 290          | -            | -            | -              |
| 2007 | "Счастье (Happiness)"                        | 15           | 232          | -            | -            | -              |
| 2008 | "Not Macho"                                  | 5            | 101          | -            | -            | -              |
| 2008 | "For What?"                                  | 1            | 116          | -            | -            | -              |
| 2008 | "By Your Side"                               | 5            | -            | -            | -            | -              |
| 2009 | "Be My Valentine! (Anti-Crisis Girl)"        | 1            | 114          | 9            | 46           | 167            |

### DVD:er
- Not macho (2008)